# Carea micropunctata
Carea micropunctata är en fjärilsart som beskrevs av Holloway 1976. Carea micropunctata ingår i släktet Carea och familjen trågspinnare. Inga underarter finns listade i Catalogue of Life.